# Pothyne acaciae
Pothyne acaciae är en skalbaggsart som beskrevs av Gardner 1930. Pothyne acaciae ingår i släktet Pothyne och familjen långhorningar. Inga underarter finns listade i Catalogue of Life.